# The Fatboy Slim/Norman Cook Collection
The Fatboy Slim/Norman Cook Collection è un album di remix del disc jockey britannico Fatboy Slim, pubblicato il 21 marzo 2000 dalla Hip-O Records.

## Tracce
1. Beats International – Won't Talk About It – 4:36
2. Pierre Henry – Psyché Rock (Fatboy Slim Malpaso Mix) – 6:30
3. Deeds + Thoughts – The World Is Made Up of This and That (Fatboy Slim Mix) – 5:46
4. Beats International – Echo Chamber – 5:54
5. Beats International – Dub Be Good to Me – 3:38
6. Jean-Jacques Perrey – E.V.A. (Fatboy Slim Remix - Radio Edit) – 3:45
7. A Tribe Called Quest – I Left My Wallet in El Segundo (Vampire Mix) – 3:44
8. Beats International – The Sun Doesn't Shine – 3:53
9. Shinehead – Start an Avalanche – 4:28
10. Wildchild – Renegade Master (Fatboy Slim Old Skool Mix) – 5:59
11. Lunatic Calm – Roll the Dice (Fatboy Slim Vocal Mix) – 6:39
12. James Brown – Payback (The Final Mixdown) – 5:54
13. Beats International – Tribute to King Tubby – 6:25

## Classifiche
| Classifica (2000) | Posizione massima |
| ----------------- | ----------------- |
| Stati Uniti       | 195               |